# Языки России
Языки Российской Федерации — языки, распространённые на территории России. Они относятся к 15 языковым семьям — индоевропейской, тунгусо-маньчжурской, монгольской, тюркской, уральской, юкагиро-чуванской, картвельской, абхазо-адыгской, нахско-дагестанской, сино-тибетской, семитской, эскимосско-алеутской, чукотско-камчатской, енисейской и австроазиатской. Нивхский и корейский являются изолированными языками.

## Корпуса текстов
В работе в таблице 1 перечислены 32 языка России, обладающие собственными корпусами, снабжёнными поисковыми системами. Из них для пяти языков текстовые ресурсы доступны по открытой лицензии Creative Commons, для 22 языков лицензия неизвестна.
Самыми крупными корпусами, включающими более миллиона токенов, являются аварский (2,3 млн), адыгейский (7,8 млн), башкирский (20,6 млн), бурятский (2,2 млн), чувашский (1,1 млн), эрзянский (3,1 млн), коми-зырянский (54 млн), осетинский (12 млн), татарский (180 млн), удмуртский (7 млн), идиш (4,9 млн). Из этих крупных корпусов только про корпус эрзянского языка известно, какую он имеет лицензию (CC-BY 4.0), у остальных корпусов лицензия неизвестна.

## Число носителей языка
В списке ниже после каждого языка указана численность говорящих в России: либо по переписи 2021, либо (если данные переписи считаются недостоверными) по оценке лингвистов. В последнем случае перед ними стоит значок тильды (~).

### Индоевропейская семья
Из индоевропейских языков в России представлены славянская, иранская, германская, армянская, греческая, индоарийская, романская, балтийская и албанская ветви. Всего 40 живых языков и 1 книжный.
- Славянская ветвь
  - русский язык 134 319 233
  - украинский язык 627 106
  - белорусский язык 60 824
  - болгарский язык 8842
  - польский язык 22 557
  - русинский язык 227
  - югославянский язык 5708
  - словацкий язык 652
  - церковнославянский язык (только книжный)
  - чешский язык 7234
- Албанская ветвь
  - албанский язык 380
- Армянская ветвь 508 127
  -     - амшенский армянский язык ~66 000
    - донской армянский язык ~13 000
- Балтийская ветвь
  - латышский язык 8565
  - литовский язык 10 733
- Германская ветвь
  - шведский язык 2821
  - норвежский язык 2063
  - английский язык 5 066 515
  - идиш 1146
  - немецкий язык 1 063 037
  - нижненемецкий язык ~2000
- Греческая ветвь 17 655
  - греческий (новогреческий) язык
  - понтийский язык ~23 000
- Иранская ветвь
  - осетинский язык 344 907
  - шугнанский язык 79
  - рушанский язык 23
  - пушту 2328
  - талышский язык 2888
  - персидский язык 6011
  - таджикский язык 216 450
  - татский язык 3215
  - курдский язык 31 703
  - белуджский язык 6
- Индоарийская ветвь
  - бенгальский язык 282
  - хинди 5298
  - цыганский язык 108 425
- Романская ветвь
  - румынский язык 7901
  - молдавский язык 46 500
  - португальский язык 5197
  - французский язык 235 199
  - итальянский язык 37 135
  - испанский язык 76 010

### Абхазо-адыгская семья
- абхазский язык 4255
- абазинский язык 30 194
- адыгейский язык 81 294
- кабардино-черкесский язык 450 276

### Нахско-дагестанская семья
- Аваро-андо-цезская ветвь
  - аварский язык 654 363
  - Андийская группа
    - ахвахский язык 5019 (~20 000)
    - каратинский язык 10 033 (~21 000)
    - годоберинский язык 2731 (~8500)
    - ботлихский язык 5244 (~8000)
    - андийский язык 18 133 (~23 700)
    - багвалинский язык 2527 (~6000)
    - тиндинский язык (тиндальский) 4730 (~20 000)
    - чамалинский язык 4926 (~19 500)

  - Цезская группа
    - гинухский язык 638
    - гунзибский язык 3046
    - хваршинский язык 2216 (~8000)
    - бежтинский язык 6497 (~10 000)
    - цезский язык 14 249 (~35 000)
- Даргинская ветвь 362 156
  - севернодаргинский язык
  - гапшиминский язык
  - муиринский язык
  - мегебский язык
  - цудахарско-усиша-бутринский
    - цудахарский
    - усиша-бутринский

  - танты-сирхинский язык
  - верхневуркунские языки
    - амухско-худуцкий язык
    - кункинский язык

  - нижневуркунский язык
    - санжи-ицаринский язык

  - амузги-ширинский язык
  - кубачи-аштынский
  - чирагский язык
  - кайтагский язык
- Лакский язык 87 957
- Лезгинская ветвь
  - арчинский язык 1435
  - агульский язык 20 563
  - табасаранский язык 87 214
  - лезгинский язык 287 878
  - цахурский язык 6340
  - рутульский язык 30 360 (2010)[4], 13 591 (2020)[источник не указан 44 дня]
  - удинский язык 1320
- Нахская ветвь
  - ингушский язык 333 151
  - чеченский язык 1 493 748

### Картвельская семья
- грузинский язык 81 099
- мегрельский язык 584
- лазский язык 10
- сванский язык 32

### Уральская семья
Всего: 23 живых языка и 5 вымерших
- Самодийская ветвь
  - энецкий язык 97 (~40)
  - нганасанский язык 300 (~30)
  - ненецкий язык 24 487
  - селькупский язык 975
- Финно-угорская ветвь
  - Пермская группа
    - коми-зырянский язык 108 958
    - коми-пермяцкий язык 41 447
      - коми-язьвинское наречие ~400

    - удмуртский язык 255 877

  - Угорская группа
    - мансийский язык 1346
    - хантыйский язык 9230
    - венгерский язык 2469

  - Финно-волжская группа
    - Саамские языки 259
      - бабинский саамский язык (аккала) 1
      - терско-саамский язык
      - кильдинский саамский язык ~100
      - колтта-саамский язык

    - Прибалто-финские языки
      - водский язык 39
      - ижорский язык 70
      - вепсский язык 2173
      - эстонский язык 6724
      - южно-эстонский язык (выру)
        - сето

      - финский язык 14 075
        - ингерманландский финский

      - карельский язык 13 872
        - людиковское наречие ~150
        - ливвиковское наречие (олонецкое) ~19 000
        - собственно-карельское наречие ~2800
        - тверское карельское наречие ~3600

    - Волжские языки
      - марийские языки 258 951
        - лугово-восточный марийский язык 365 316
        - горномарийский язык 15 352 (~30 000)
        - северо-западный марийский язык

      - мордовские языки 280 046
        - эрзянский язык (эрзя-мордовский) ~90 000
          - наречие шокша

        - мокшанский язык (мокша-мордовский) ~107 000

### Тунгусо-маньчжурская семья
- - негидальский язык 22
  - эвенский язык 5304
  - эвенкийский язык 5831
  - орокский язык (уйльта) 89 (~10)
  - удэгейский язык 193 (~10)
  - орочский язык 43 (~0)
  - ульчский язык 506
  - нанайский язык 3180 (~300)

### Монгольская семья
- - монгольский язык 4502
  - калмыцкий язык 107 742
  - бурятский язык 306 857

### Тюркская семья
- - чувашский язык 700 222
  - уйгурский язык 468
  - узбекский язык 228 962
  - тофаларский язык 8
  - долганский язык 4836
  - тувинский язык 252 953
  - якутский язык 377 722
  - чулымский язык (чулымско-тюркский) 32
  - шорский язык 2927
  - хакасский язык 29 010
  - Горно-алтайская группа 62 572
    - северноалтайский язык
      - кумандинское наречие 476
      - челканское наречие (куу) 506

    - южноалтайский язык
      - тубаларское наречие 527
      - собственно алтайское наречие (алтай-кижи), число носителей неизвестно
      - телеутское наречие 1246
      - теленгитское наречие ~15 000

  - крымчакский язык 5
  - гагаузский язык 3885
  - туркменский язык (трухменский) 27 037
  - турецкий язык (месхетинцы и урумы) 132 147
  - азербайджанский язык 291 484
  - караимский язык 45
  - каракалпакский язык 366
  - казахский язык 265 703
  - ногайский язык 85 640
    - астраханских ногайцев-карагашей наречие 146
    - алабугатских татар наречие 2 (~1100)
    - юртовских татар наречие (астраханских ногайцев) 39

  - башкирский язык 1 086 423
  - крымскотатарский язык 149 827
  - карачаево-балкарский язык 274 038
  - кумыкский язык 400 746
  - киргизский язык 85 655
  - татарский язык 3 261 155

### Енисейская семья
- югский 7
- кетский язык 153

### Юкагирская семья
- северноюкагирский (нижнеколымский) язык ~100
- южноюкагирский (верхнеколымский) язык ~10

### Чукотско-камчатская семья
- ительменский язык 82
- чукотский язык 2607
- алюторский язык 172
- корякский язык 2633

### Эскимосско-алеутская семья
- эскимосская ветвь 179
  - науканский язык ~50
  - чаплинский язык (юитский) ~400
  - сиреникский язык ~5
- медновско-алеутский язык 2

### Нивхский язык
- нивхский язык (изолированный) 708

### Семитская семья
- новоарамейский язык (ассирийский) 1922
- арабский язык 46 028
- иврит 10 569

### Сино-тибетская семья
- дунганский язык 2300
- китайский язык (включая диалект тазов) 59 249
- тибетский язык 232

### Австроазиатская семья
- вьетнамский язык 5561

### Японо-рюкюская семья
- японский язык 16 543

### Корейский язык
- корейский язык (изолированный) 26 662